# Akademie für Buddhismus Chinas

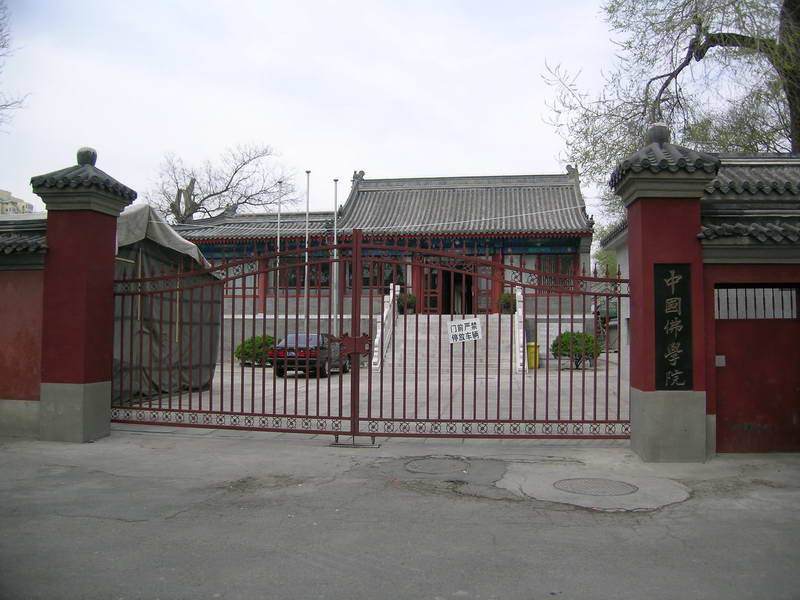
Sitz der Akademie im Fayuan Si (Peking)

Die Akademie für Buddhismus Chinas oder Chinesische Buddhistische Akademie (chinesisch 中国佛学院, Pinyin Zhongguo Foxueyuan, englisch The Chinese Buddhist Academy) ist eine im Jahre 1956 von der Vereinigung der Buddhisten Chinas gegründete wichtige Lehranstalt des Buddhismus der chinesischen Sprache. Sie befindet sich im Pekinger Fayuan Si. Sie bildet Fachkräfte für die buddhistische Forschung und Lehrtätigkeit sowie für die Klosterverwaltung und für den internationalen Austausch aus.
Seit den frühen 1980er Jahren hat sie zwei Zweigstellen am Lingyan-Berg in Suzhou und am Qixia-Berg in Nanjing.